# Bundesgesetz über das Messwesen
Das schweizerische Bundesgesetz über das Messwesen enthält Vorschriften auf dem Gebiet des Messwesens über die in der Schweiz verbindlichen Masseinheiten und die Pflicht, in Handel und Verkehr Mengen und Preise anzugeben.
Eine wesentliche Bestimmung betrifft die Pflicht, physikalische Grössen in gesetzlichen Einheiten im Handel und Verkehr anzugeben. Die gesetzlichen Masseinheiten sind die in Artikel 3 aufgeführten Basiseinheiten des internationalen Einheiten-Systems (SI), die abgeleiteten SI-Einheiten nach Artikel 4, die ausserhalb des SI stehenden Einheiten nach Artikel 5 und die dezimalen Vielfachen und Teile der SI-Einheiten nach Artikel 6. Die Einheiten-Verordnung vom 23. November 1994 führt diese Einheiten einzeln auf.

## Liste der gesetzlichen Einheiten in der Schweiz mit besonderem Namen
SI-Einheiten sind grün hinterlegt; vom Internationalen Büro für Maß und Gewicht (BPIM) zum Gebrauch mit dem SI zugelassene Einheiten gelb.
| Einheitenname                         | Einheitenzeichen | Größe                                                                         |
| ------------------------------------- | ---------------- | ----------------------------------------------------------------------------- |
| Ampere                                | A                | elektrische Stromstärke                                                       |
| Are                                   | a                | Fläche von Grundstücken und Flurstücken                                       |
| Atomare Masseneinheit                 | u                | Masse                                                                         |
| Bar                                   | bar              | Druck, mechanische Spannung                                                   |
| Barn                                  | b                | Wirkungsquerschnitt in der Teilchen- und Kernphysik                           |
| Becquerel                             | Bq               | Aktivität (ionisierende Strahlung)                                            |
| Candela                               | cd               | Lichtstärke                                                                   |
| Coulomb                               | C                | Elektrizitätsmenge, elektrische Ladung                                        |
| Dezibel                               | dB               | Schalldruckpegel                                                              |
| Dioptrie                              | dpt              | Brechkraft optischer Systeme                                                  |
| Elektronvolt                          | eV               | Energie                                                                       |
| Farad                                 | F                | Kapazität                                                                     |
| Gon                                   | gon              | Winkel                                                                        |
| Grad                                  | °                | Winkel                                                                        |
| Grad Celsius                          | °C               | Celsius-Temperatur                                                            |
| Gramm                                 | g                | Masse                                                                         |
| Gray                                  | Gy               | Energiedosis                                                                  |
| Hektare                               | ha               | Fläche von Grundstücken und Flurstücken                                       |
| Henry                                 | H                | Induktivität                                                                  |
| Hertz                                 | Hz               | Frequenz                                                                      |
| Joule                                 | J                | Energie, Arbeit, Wärmemenge                                                   |
| Karat                                 | ct               | Masse von Edelsteinen                                                         |
| Katal                                 | kat              | katalytische Aktivität                                                        |
| Kelvin                                | K                | thermodynamische Temperatur                                                   |
| Kilogramm                             | kg               | Masse                                                                         |
| Liter                                 | l, L             | Volumen                                                                       |
| Lumen                                 | lm               | Lichtstrom                                                                    |
| Lux                                   | lx               | Beleuchtungsstärke                                                            |
| Meter                                 | m                | Länge                                                                         |
| Millimeter-Quecksilbersäule           | mmHg             | Blutdruck und Druck anderer Körperflüssigkeiten                               |
| Minute                                | min              | Zeit                                                                          |
| Mol                                   | mol              | Stoffmenge                                                                    |
| Newton                                | N                | Kraft                                                                         |
| Neugrad                               | gon              | Winkel                                                                        |
| Ohm                                   | Ω                | elektrischer Widerstand                                                       |
| Pascal                                | Pa               | Druck, mechanische Spannung                                                   |
| Radiant                               | rad              | ebener Winkel                                                                 |
| Sekunde                               | s                | Zeit                                                                          |
| Siemens                               | S                | Leitwert                                                                      |
| Sievert                               | Sv               | Äquivalentdosis                                                               |
| Steradiant                            | sr               | räumlicher Winkel                                                             |
| Stunde                                | h                | Zeit                                                                          |
| Tag                                   | d                | Zeit                                                                          |
| Tesla                                 | T                | magnetische Flussdichte                                                       |
| Tex                                   | tex              | längenbezogene Masse von textilen Fasern und Garnen                           |
| Tonne                                 | t                | Masse                                                                         |
| Var                                   | var              | Wechselstrom-Blindleistung                                                    |
| Vollwinkel                            |                  | Winkel                                                                        |
| Volt                                  | V                | elektrische Spannung, elektrische Potenzialdifferenz, elektromotorische Kraft |
| Voltampere                            | VA               | Wechselstrom-Scheinleistung                                                   |
| Watt                                  | W                | Leistung, Energiefluss                                                        |
| Weber                                 | Wb               | magnetischer Fluss                                                            |
| Winkelminute                          | ′                | Winkel                                                                        |
| Winkelsekunde                         | ″                | Winkel                                                                        |
| Quelle: Text der Einheiten-Verordnung |                  |                                                                               |